# Выборы губернатора Воронежской области (2018)
Досрочные выборы губернатора Воронежской области, в соответствии с постановлением Воронежской областной Думы, состоялись 9 сентября 2018 года в единый день голосования.
Согласно Уставу Воронежской области губернатор избирается на пять лет гражданами Российской Федерации, проживающими на территории Воронежской области и обладающими в соответствии с федеральным законом активным избирательным правом, на основе всеобщего равного и прямого избирательного права при тайном голосовании.
До участия в выборах Избирательной комиссией Воронежской области было допущено шесть кандатов: Олег Бурцев (выдвинут ЛДПР), Николай Воронин (выдвинут КПРФ), Александр Гусев (выдвинут «Единой Россией»), Виталий Климов (выдвинут «Справедливой Россией»), Аркадий Минаков (выдвинут партией «Родина», Игорь Переверзенцев (выдвинут «Партией Роста»).
Согласно официальным данным, победу одержал временно исполняющий обязанности губернатора Воронежской области Александр Гусев, получивший 72,52 % голосов избирателей, принявших участие в голосовании.
Представителем от исполнительной власти региона в Совет Федерации назначена действующий сенатор от исполнительной власти региона Галина Карелова.

## Предшествующие события
С марта 2009 года по декабрь 2017 года должность губернатора занимал Алексей Гордеев («Единая Россия»). В сентябре 2014 года на выборах, первых после возвращения выборности губернатора, Гордеев получил 88,81 % голосов и был избран ещё на 5 лет, до сентября 2019.
25 декабря 2017 года был объявлено, что президент Путин указом досрочно прекратил губернаторские полномочия Алексея Гордеева, назначив его полпредом президента в Центральном федеральном округе. В тот же день президент Путин назначил мэра Воронежа Александра Гусева временно исполняющим обязанности губернатора Воронежской области. Он был назначен на время до вступления в должность избранного на выборах губернатора. А так как законом установлено проведение выборов только в день голосования раз в год и ближайший был запланирован на 9 сентября 2018 года, то Гусев получил возможность занимать должность 9 месяцев.
В мае 2018 года в «Единой России» заявили о проведении праймериз по отбору кандидата, которого партия выдвинет на выборы. Участвовали 4 кандидата. В июне победителем праймериз ожидаемо стал врио губернатора Александр Гусев, за него проголосовали в 149 из 162 делегатов.

## Ключевые даты
- 7 июня 2018 года депутаты Воронежской областной думы 6 созыва назначили выборы на 9 сентября 2018 года — единый день голосования.
- 9 июня избирательная комиссия опубликовала календарный план выборов и расчёт числа подписей, необходимых для преодоления муниципального фильтра и регистрации кандидата.
- с 10 июня по 30 июня — период выдвижения кандидатов
- с 15 июля по 25 июля до 18:00 — представление документов для регистрации кандидатов; к заявлениям должны прилагаться листы с подписями муниципальных депутатов и список трёх кандидатов на должность члена Совета Федерации.
- по 4 июля (в течение 10 дней со дня подачи документов) — решение избирательной комиссии о регистрации кандидата
- с 11 августа по 7 сентября — период агитации в СМИ (начинается за 28 дней до дня голосования)
- 8 — «день тишины».
- 9 сентября — день голосования.

## Муниципальный фильтр
Для регистрации кандидату требуется поддержка его выдвижения муниципальными депутатами и главами поселений в виде подписей, поддержка избирателей не требуется.
По федеральному закону количество подписей муниципальных депутатов, необходимых для регистрации кандидата в губернаторы может варьироваться от 5 % до 10 %. В Воронежской области кандидаты должны собрать подписи 5 % муниципальных депутатов и глав муниципальных образований. Среди них должны быть подписи депутатов районных и городских советов и (или) глав районов и городских округов в количестве 5 % от их общего числа. При этом подписи нужно получить не менее чем в трёх четвертях районов и городских округов.
9 июня 2018 года избирком опубликовал расчёт, по которому каждый кандидат должен собрать от 265 до 278 подписей депутатов всех уровней и глав муниципальных образований всех уровней, из которых 48-50 — депутатов райсоветов и советов городских округов и глав районов и городских округов не менее чем в 26 районах и городских округах.

## Кандидаты
Своих кандидатов выдвинули 8 партий. Избирком зарегистрировал только 6 кандидатов. Отказали в регистрации двоим кандидатам: от партии «Яблоко» и от «Казачьей партии России».

## Результаты
12 сентября 2022 года избирательная комиссия Воронежской области признала досрочные выборы губернатора состоявшимися и действительными. Избранным на должность главы объявили Александра Гусева.
15 сентября Александр Гусев вступил в должность. Церемония прошла в здании правительства Воронежской области в большом зале в рамках 34 торжественного заседания Воронежской областной Думы VI созыва, которое провел спикер регионального парламента Владимир Нетёсов. После вступления в должность Гусев назначил представителя в Совете Федерации — на должности осталась Галина Карелова. Гусев продлил её полномочия на 5 лет.
| Место                                        | Место                                        | Кандидат                                     | Партия                                       | Голосов   | %       |
| -------------------------------------------- | -------------------------------------------- | -------------------------------------------- | -------------------------------------------- | --------- | ------- |
|                                              | 1.                                           | Александр Гусев                              | Единая Россия                                | 602 638   | 72,52 % |
|                                              | 2.                                           | Николай Воронин                              | КПРФ                                         | 113 655   | 13,68 % |
|                                              | 3.                                           | Олег Бурцев                                  | ЛДПР                                         | 51 953    | 6,25 %  |
|                                              | 4.                                           | Виталий Климов                               | Справедливая Россия                          | 18 471    | 2,22 %  |
|                                              | 5.                                           | Игорь Переверзенцев                          | Партия Роста                                 | 18 413    | 2,22 %  |
|                                              | 6.                                           | Аркадий Минаков                              | Родина                                       | 13 145    | 1,58 %  |
|                                              |                                              |                                              |                                              |           |         |
| Действительных бюллетеней                    | Действительных бюллетеней                    | Действительных бюллетеней                    | Действительных бюллетеней                    | 818 275   | 98,46 % |
| Недействительных бюллетеней                  | Недействительных бюллетеней                  | Недействительных бюллетеней                  | Недействительных бюллетеней                  | 12 766    | 1,54 %  |
| Всего бюллетеней в ящиках для голосования    | Всего бюллетеней в ящиках для голосования    | Всего бюллетеней в ящиках для голосования    | Всего бюллетеней в ящиках для голосования    | 831 041   | 100 %   |
|                                              |                                              |                                              |                                              |           |         |
| Число бюллетеней, выданных на участке        | Число бюллетеней, выданных на участке        | Число бюллетеней, выданных на участке        | Число бюллетеней, выданных на участке        | 691 503   | 83,20 % |
| Число бюллетеней, выданных вне помещения     | Число бюллетеней, выданных вне помещения     | Число бюллетеней, выданных вне помещения     | Число бюллетеней, выданных вне помещения     | 139 588   | 16,80 % |
|                                              |                                              |                                              |                                              |           |         |
| Число выданных бюллетеней (явка избирателей) | Число выданных бюллетеней (явка избирателей) | Число выданных бюллетеней (явка избирателей) | Число выданных бюллетеней (явка избирателей) | 831 091   | 44,83 % |
| Число избирателей                            | Число избирателей                            | Число избирателей                            | Число избирателей                            | 1 853 738 | 100 %   |